# MotoGP '06
MotoGP '06 est un jeu vidéo de course, développé par Climax et édité par THQ, sorti en Europe le 9 juin 2006 sur Xbox 360. C'est le quatrième jeu de la série MotoGP de THQ ; il fait suite à MotoGP: Ultimate Racing Technology 3.

## Système de jeu
Le jeu propose l'ensemble des pilotes et circuits des saisons 2005 et 2006 de MotoGP, mais propose également des circuits fictifs pour la catégorie Extrême. Dans la partie Grand Prix, il est possible de jouer avec n'importe quel pilote des saisons 2005 et 2006, mais également de créer son pilote de toute pièce. Si le joueur choisit de sélectionner un avatar fictif, il aura par conséquent quatre caractéristiques à savoir stabilité, freinage, accélération et vitesse de pointe, caractéristiques qu'il pourra améliorer en terminant des courses ou des défis. Les modes Grand Prix et Extrême proposent deux approches différentes concernant le comportement de la moto.  Le jeu dispose également d'un multijoueur local jusqu'à quatre joueurs et jusqu'à 16 joueurs en ligne,. 

## Accueil
Le jeu reçoit, à sa sortie, un accueil critique plutôt favorable. Jeuxvideo.com lui donne la note de 17, appréciant les graphismes, la jouabilité ainsi que la durée de vie proposée, quand les joueurs lui donnent la note de 16.7. Gamekult lui décerne la note de 6, soulignant l'apport du mode Extrême, les graphismes ainsi que la durée de vie, mais déplorant une IA ratée et un manque de réactivité de la part des motos. L'agrégateur de critiques Metacriticpropose la note de 80, la presse spécialisée appréciant les graphismes, la jouabilité, la durée de vie, mais certains déplorant la faiblesse du taux de rafraîchissement et le manque de nouveautés du titre. Les joueurs, quant à eux, lui décernent la note de 4.7. 